# 30 del Taure
30 del Taure (30 Tauri) és un estel binari a la constel·lació del Taure (Taurus) de magnitud aparent +5,06. Situat a 565 anys llum del sistema solar, les dues components estan visualment separades 9,3 segons d'arc, cosa que suposa una separació real entre elles de més de 1.650 ua i un període orbital d'almenys 25.000 anys.
La component principal, 30 del Taure A, és un estel blau de tipus espectral B3V amb una incerta temperatura de 16.400 K. La seva lluminositat aproximada és entre 900 i 1.300 vegades major que la lluminositat solar, el seu radi és entre 3,5 i 4 vegades més gran que el del Sol, i la seva massa és de 5,3 a 6 vegades major que la massa solar. 30 del Taure B, de magnitud 9,41, és un estel blanc-groc de tipus espectral F5V amb una temperatura de 6.600 K i una lluminositat 4,5 vegades major que la solar. El seu radi és 1,7 vegades major que el radi solar i la seva massa és 1,3 vegades la del Sol.
El sistema és ben conegut per la seva relativa joventut, amb una edat estimada inferior a 28 milions d'anys. Encara que l'estel blau ja està en la seqüència principal, el seu acompanyant probablement està en el procés d'assentament com una nana groga. A diferència d'altres estels joves, no existeix evidència de la formació d'un disc protoplanetari al voltant de 30 Tauri B.